# St. Andrä (Gemeinde St. Veit an der Glan)
St. Andrä ist eine Ortschaft in der Gemeinde Sankt Veit an der Glan im Bezirk Sankt Veit an der Glan in Kärnten, in Österreich. Die Ortschaft hat 16 Einwohner (Stand 1. Jänner 2024). Sie liegt auf dem Gebiet der Katastralgemeinde Sankt Donat.

## Lage

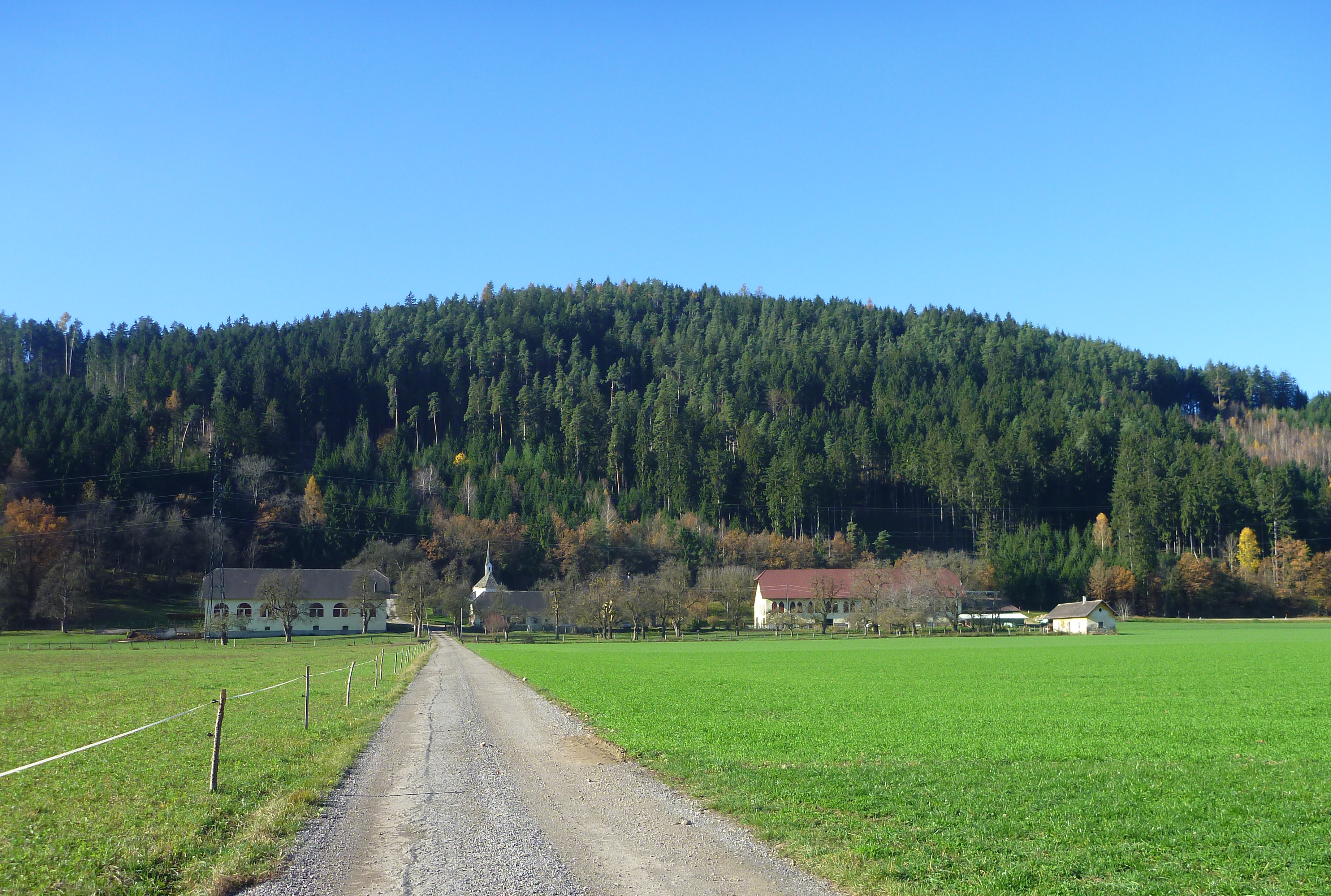
St. Andrä, Kollerhof mit Nebengebäuden, Ansicht von Osten. Der Ziegelgitterstadl rechts und das kleine Haus ganz rechts gehören jedoch zum Ort St. Veit an der Glan.

Die Ortschaft liegt im Süden des Bezirks Sankt Veit an der Glan, östlich des Muraunbergs. Sie umfasst den Kollerhof (St. Andrä Nr. 1; ohne die beiden nördlichen Nebengebäude, die auf dem Gebiet der Katastralgemeinde St. Veit an der Glan liegen) mit der katholischen Filialkirche St. Andrä, den gut 1 Kilometer weiter südlich liegenden Planhof (St. Andrä Nr. 4 und Nr. 4a) sowie nordöstlich unterhalb des Planhofs zwei Häuser nahe bei Altglandorf (St. Andrä Nr. 5 und Nr. 6).

## Geschichte
In der Steuergemeinde Sankt Donat liegend, gehörte der Ort in der ersten Hälfte des 19. Jahrhunderts zum Steuerbezirk Osterwitz. Bei Bildung der Ortsgemeinden im Zuge der Reformen nach der Revolution 1848/49 kam St. Andrä an die Gemeinde St. Georgen am Längsee, 1895 an die damals neu gegründete Gemeinde St. Donat. 1958 kam St. Andrä an die Gemeinde Sankt Veit an der Glan.

## Bevölkerungsentwicklung
Für die Ortschaft zählte man folgende Einwohnerzahlen:
- 1869: 5 Häuser, 42 Einwohner[3]
- 1880: 5 Häuser, 36 Einwohner[4]
- 1890: 3 Häuser, 38 Einwohner[5]
- 1900: 3 Häuser, 35 Einwohner[6]
- 1910: 3 Häuser, 39 Einwohner[7]
- 1923: 3 Häuser, 39 Einwohner[8]
- 1934: 45 Einwohner[9]
- 1961: 3 Häuser, 28 Einwohner[10]
- 2001: 5 Gebäude (davon 5 mit Hauptwohnsitz) mit 5 Wohnungen; 17 Einwohner und 0 Nebenwohnsitzfälle; 6 Haushalte; 0 Arbeitsstätten, 2 land- und forstwirtschaftliche Betriebe[11]
- 2011: 5 Gebäude, 16 Einwohner, 6 Haushalte, 0 Arbeitsstätten[12]
- 2021: 5 Gebäude, 16 Einwohner, 5 Haushalte, 2 Arbeitsstätten[13]